# 新利馬里夫卡
49°16′36″N 39°35′58″E / 49.27667°N 39.59944°E
新利馬里夫卡（烏克蘭語：Новолимарівка）是位於烏克蘭東部的村莊，由盧甘斯克州舊比利斯克區的比洛沃茨克市鎮負責管轄。該村始建於1818年，面積2.91平方公里，海拔高度69米，2001年人口819。